# Sogndal Fotball
Sogndal Fotball – norweski klub piłkarski, grający obecnie w 1. divisjon, mający siedzibę w mieście Sogndal, leżącym w regionie Sogn og Fjordane.

## Historia
Klub został założony w 1926 roku jako Sogndal Idrettslag (Sogndal IL). Swój największy sukces w historii osiągnął w 1976 roku, kiedy to dotarł do finału Pucharu Norwegii. Przegrał w nim wówczas 1:2 z drużyną SK Brann. Sogndall w swojej historii występował w rozgrywkach pierwszej ligi Norwegii. W 1988 roku zajął 6. miejsce, najwyższe w swojej historii. Po raz ostatni w najwyższej klasie rozgrywkowej kraju grał w 2004 roku. Od tego czasu występuje na boiskach drugiej ligi. W 2006 roku klub został przemianowany na Sogndal Fotball. W 2011 zespół awansował do pierwszej ligi.

## Sukcesy
- Superligaen:

6. miejsce: 1988
8. miejsce: 2001, 2003
- Puchar Norwegii:

finał: 1976

## Reprezentanci kraju grający w klubie
- Eirik Bakke
- Håvard Flo
- Jostein Flo
- Tore André Flo
- Frode Grodås
- Jørn Jamtfall
- Rune Buer Johansen
- Alexander Ødegaard
- Tommy Øren
- Terje Skjeldestad
- Anders Stadheim
- Óskar Örn Hauksson
- Marco Reda
- Atli Danielsen
- Hans Fróði Hansen
- Julian Johnsson
- Kurt Mørkøre
- Constant Djakpa
- Raoul Kouakou